# Vladan Bubanja
Vladan Bubanja (in serbo Владан Бубања?; Nikšić, 21 febbraio 1999) è un calciatore montenegrino, centrocampista del Sarajevo.

## Carriera

### Club
Muove i suoi primi passi nelle giovanili del Sutjeska. Il 29 giugno 2017 esordisce nelle competizioni europee in Levski Sofia-Sutjeska (3-1), incontro preliminare valido per l'accesso alla fase a gironi di UEFA Europa League, subentrando al 69' al posto di Stevan Kovačević.
Il 14 luglio 2022 viene ingaggiato dalla Lokomotiva Zagabria, nel campionato croato.

### Nazionale
Dopo aver giocato nelle nazionali giovanili montenegrine Under-19 ed Under-21, nel 2023 ha esordito in nazionale maggiore.

## Statistiche

### Presenze e reti nei club
Statistiche aggiornate al 4 febbraio 2023.
| Stagione        | Squadra             | Campionato      | Campionato | Campionato | Coppe nazionali | Coppe nazionali | Coppe nazionali | Coppe continentali | Coppe continentali | Coppe continentali | Altre coppe | Altre coppe | Altre coppe | Totale | Totale |
| Stagione        | Squadra             | Comp            | Pres       | Reti       | Comp            | Pres            | Reti            | Comp               | Pres               | Reti               | Comp        | Pres        | Reti        | Pres   | Reti   |
| --------------- | ------------------- | --------------- | ---------- | ---------- | --------------- | --------------- | --------------- | ------------------ | ------------------ | ------------------ | ----------- | ----------- | ----------- | ------ | ------ |
| 2016-2017       | Sutjeska            | PL              | 2          | 0          | CM              | 0               | 0               | -                  | -                  | -                  | -           | -           | -           | 2      | 0      |
| 2017-2018       | Sutjeska            | PL              | 3          | 0          | CM              | 0               | 0               | UEL                | 2                  | 0                  | -           | -           | -           | 5      | 0      |
| 2018-2019       | Sutjeska            | PL              | 31         | 2          | CM              | 4               | 0               | UCL+UEL            | 1+2                | 0                  | -           | -           | -           | 38     | 2      |
| 2019-2020       | Sutjeska            | PL              | 24         | 1          | CM              | 1               | 0               | UCL+UEL            | 2+1                | 0                  | -           | -           | -           | 28     | 1      |
| 2020-2021       | Sutjeska            | PL              | 13         | 1          | CM              | 1               | 0               | UEL                | 0                  | 0                  | -           | -           | -           | 14     | 1      |
| 2021-2022       | Sutjeska            | PL              | 32         | 7          | CM              | 3               | 1               | UECL               | 4                  | 1                  | -           | -           | -           | 39     | 9      |
| Totale Sutjeska | Totale Sutjeska     | Totale Sutjeska | 105        | 11         |                 | 9               | 1               |                    | 12                 | 1                  |             | -           | -           | 126    | 13     |
| 2022-2023       | Lokomotiva Zagabria | 1. HNL          | 15         | 1          | CC              | 2               | 1               | -                  | -                  | -                  | -           | -           | -           | 17     | 2      |
| Totale carriera | Totale carriera     | Totale carriera | 120        | 12         |                 | 11              | 2               |                    | 12                 | 1                  |             | -           | -           | 143    | 15     |

### Cronologia presenze e reti in nazionale
| Cronologia completa delle presenze e delle reti in nazionale ― Montenegro | Cronologia completa delle presenze e delle reti in nazionale ― Montenegro | Cronologia completa delle presenze e delle reti in nazionale ― Montenegro | Cronologia completa delle presenze e delle reti in nazionale ― Montenegro | Cronologia completa delle presenze e delle reti in nazionale ― Montenegro | Cronologia completa delle presenze e delle reti in nazionale ― Montenegro | Cronologia completa delle presenze e delle reti in nazionale ― Montenegro | Cronologia completa delle presenze e delle reti in nazionale ― Montenegro |
| Data                                                                      | Città                                                                     | In casa                                                                   | Risultato                                                                 | Ospiti                                                                    | Competizione                                                              | Reti                                                                      | Note                                                                      |
| ------------------------------------------------------------------------- | ------------------------------------------------------------------------- | ------------------------------------------------------------------------- | ------------------------------------------------------------------------- | ------------------------------------------------------------------------- | ------------------------------------------------------------------------- | ------------------------------------------------------------------------- | ------------------------------------------------------------------------- |
| 20-6-2023                                                                 | Podgorica                                                                 | Montenegro                                                                | 1 – 4                                                                     | Rep. Ceca                                                                 | Amichevole                                                                | -                                                                         | 46’                                                                       |
| Totale                                                                    |                                                                           | Presenze                                                                  | 1                                                                         |                                                                           | Reti                                                                      | 0                                                                         |                                                                           |

## Palmarès

### Club

#### Competizioni nazionali
- Campionato montenegrino: 3

Sutjeska: 2017-2018, 2018-2019, 2021-2022
- Coppa di Bosnia: 1

Sarejevo: 2024-2025